# Varietà di Kähler
In geometria differenziale, una varietà di Kähler (o varietà kähleriana) è una varietà con struttura unitaria dotata di tre proprietà mutualmente compatibili: è una varietà complessa, una varietà riemanniana e una varietà simplettica. Prende il nome del matematico tedesco Erich Kähler.
Una particolare classe di varietà di Kähler, le varietà di Calabi-Yau, sono di fondamentale importanza per la teoria delle stringhe.

## Proprietà
Le varietà di Kähler sono tra gli oggetti più interessanti della geometria differenziale. Vi sono peraltro delle difficoltà topologiche per stabilire una metrica kähleriana su una varietà complessa, cosa che non accade, per esempio, per una metrica hermitiana. Si verifica infatti che ogni classe di coomologia di dimensione pari (e minore di 2n, dove n è la dimensione della varietà) di una varietà kähleriana compatta non può essere nulla.   
Le varietà kähleriane sono un punto di partenza ideale per sviluppare una teoria di Hodge nel campo complesso analoga a quella del campo reale.

## Esempi
- Lo spazio euclideo complesso {\displaystyle \mathbb {C} ^{n}} (dove {\displaystyle \Lambda } dotato di metrica hermitiana standard (piatta) è una varietà kähleriana.
- Le varietà algebriche proiettive lisce (cioè differenziabili) sono kähleriane.
- Un toro complesso compatto  {\displaystyle \mathbb {C} ^{n}/\Lambda } (dove {\displaystyle \Lambda } è una rete) acquista una metrica kähleriana piatta per passaggio al quoziente.
- Tutte le metriche hermitiane su una superficie sono kähleriane (essendo la condizione di integrabilità ovvia).
- Lo spazio proiettivo complesso {\displaystyle \mathbb {C} \mathrm {P} ^{n}} è una varietà kähleriana per la metrica di Fubini-Study.
- La metrica indotta su una sottovarietà differenziabile complessa di una varietà kähleriana è ancora una varietà kähleriana. Inoltre, tutte le varietà algebriche regolari (situate in uno spazio proiettivo complesso) sono kähleriane. Ciò è molto importante per le loro proprietà analitiche.